# Белинский, Иван Осипович
Иван Осипович Белинский (27 сентября 1876 года — 29 декабря 1976 года) — российский и советский инженер-фортификатор, генерал-майор инженерно-технической службы (1943), кандидат технических наук (1939).

## Биография
Из дворянского рода Белинских. Родился Иван Осипович 27 сентября 1876 года в семье офицера Апшеронского пехотного полка Осипа Васильевича Белинского (умер в 1898 году в чине штабс-капитана) в городке Темир-Хан-Шура, где в то время квартировался полк. Кроме Ивана у О.В. Белинского был сын Сергей и дочь.
В 1887 году И. О. Белинский поступил в Сибирский кадетский корпус, окончил его в 1894 году по первому разряду и поступил в Николаевское инженерное училище (Петербург). В 1896 году И.О. Белинский окончил училище так же по первому разряду и выпущен в 14-й саперный батальон (Киев). Отслужив необходимое время, И.О. Белинский поступил в Николаевскую военно-инженерную академию, окончил в 1903 году по первому разряду и был направлен для прохождения службы в Варшавское окружное инженерное управление. Через два месяца, в том же году переведен в Брест-Литовское крепостное инженерное управление производителем работ.

### Русско-японская война
С началом Русско-японской войны капитан И.О. Белинский по собственному желанию в мае 1904 года был переведен на фронт, в Маньчжурскую армию и был назначен помощником корпусного инженера 10-го армейского корпуса. На этой должности И.О. Белинский укреплял позиции войск, строил инженерные объекты, занимался рекогносцировкой. За отличие в битве под Ляояном был награждён орденом Св. Владимира 4-й степени с мечами и бантом. В действующей армии до конца войны, руководил оборудованием участка Сыпингайской позиции. После окончания войны И.О. Белинский вернулся на службу в Брест-Литовское крепостное управление.

### Реконструкция Брестской крепости
Летом 1911 года началась реконструкция Брестской крепости, с 1908 года старший производитель работ И.О. Белинский руководил перестройкой форта №5, так же построил в крепости три моста и другие постройки, затем он приступил к постройке новых фортов «Ж» и «З» по собственным проектам. К 1913 году форт "Ж" был построен, форт "З" так и не был достроен. В Брестской крепости И.О. Белинский работал вместе с Д.М. Карбышевым, так же участвовавшем в реконструкции крепости. Перед войной штабс-капитан И.О. Белинский, по личной просьбе, был переведен на службу в Инженерный комитет Главного военно-инженерного управления (ГВИУ) (Петербург).

### Первая мировая война
С началом Первой мировой войны подполковник И.О. Белинский был командирован в крепость Карс Закавказского фронта. Зимой 1915 года он был назначен корпусным инженером 33-го армейского корпуса 9-й армии Юго-Западного фронта. Корпус участвовал в боях на Днестре. Во время этих боев И.О. Белинский организовал подрыв укрепления австрийцев, затем руководил десантом через Днестр частей 33-го корпуса, захватом плацдарма и сооружением наплавного моста. За боевые заслуги И.О. Белинский был награждён Георгиевским оружием и досрочно произведён в полковники. В мае 1916 года И.О. Белинский заболел и был направлен в тыл для лечения. После излечения был назначен старшим приемщиком в приёмной комиссии при ГВИУ, там он занимался проверкой качества средств инженерного вооружения (мин и т.п.), поставляемых промышленностью.

### После Октябрьской Революции
В феврале 1918 года И. О. Белинский вступил в РККА, 1 марта 1918 года был назначен старшим инженером Коллегии по обороне страны при Центральном военно-химическом управлении (ВОХИМУ) РККА, позднее при Главном военно-техническом управлении РККА. После этого служил в инженерном комитете (Инжеком) при ГВИУ на должностях: заведующего фортификационно-строительной секцией, постоянного члена Инжекома при Военно-строительном управлении, члена экспертно-технического комитета при Начальнике снабжения РККА. В конце 1920-х годов И.О. Белинский был помощником начальника отдела капитального оборонительного строительства Военно-строительного управления РККА, на этом посту он участвовал в проектировании Полоцкого укрепрайона (УРа), по его проекту было построено несколько огневых точек. В начале 1930-х годов И.О. Белинский — старший инженер спецотдела ЦНИПС и Главэнерго, занимается вопросами ПВО.
21 марта 1932 года была воссоздана Военно-инженерная академия, И.О. Белинский был назначен старшим преподавателем кафедры фортификации, читал курс «Инженерные мероприятия ПВО». В 1939 году защищает диссертацию по инженерным мероприятиям ПВО и становится кандидатом технических наук.

### Великая Отечественная война
Великая Отечественная война застала И.О. Белинского на той же должности, он принимал активное участие в обороне Москвы — руководил возведением укреплений на окраинах Москвы. Осенью был эвакуирован вместе с Военно-инженерной академией в Фрунзе Киргизской ССР, где продолжал преподавательскую деятельность. По специальному заданию Среднеазиатского военного округа участвовал в рекогносцировке советско-иранской границы, разработал предложения по её укреплению. В 1943 году И.О. Белинский вернулся в Москву и назначен начальником кафедры Фортификации, маскировки и инженерных мероприятий ПВО в Высшем военно-инженерном строительном училище (ВВИСУ) в Москве, в октябре 1944 года по личной просьбе, по причине ослабления здоровья, был переведен на должность старшего преподавателя в том же училище. 25 августа 1945 года И.О. Белинский ушёл в отставку по возрасту.

### Юбилей
В сентябре 1976 года И. О. Белинскому исполнилось 100 лет, советские газеты напечатали статьи о нём, за многолетний труд он был награждён Орденом Трудового Красного Знамени.
Умер Иван Осипович Белинский вскоре после юбилея — 29 декабря 1976 года, в Москве.

## Семья

И.О. Белинский с супругой. На улице Брест-Литовска.

Жена — Александра Андреевна Фрейганг (умерла в 1952 году)
Трое детей — сын Дмитрий (погиб на фронте Великой Отечественной войны) и две дочери

## Звания

### Российской империи

Бригинженер И.О. Белинский

- полковник — 03.02.1916 (старшинство от 26.04.1915) за боевые отличия

### Советского Союза
- бригинженер — 22.01.1938
- генерал-майор инженерно-технической службы — 28.04.1943

## Награды

### Российской империи
- Георгиевское оружие[источник не указан 2270 дней]
- Орден Святого Владимира 4-й степени с мечами и бантом
- Орден Святого Станислава 2-й степени
- Орден Святой Анны 3-й степени
- Орден Святого Станислава 3-й степени

### Советского Союза
- Орден Ленина
- Орден Красного Знамени
- Орден Трудового Красного Знамени — 1976
- Медаль «XX лет РККА» — 1938

пять других медалей

## Публикации
В начале 1920-х годов И.О. Белинским был предложен новый принцип построения долговременных фортификационных систем в ряде статей:
- Взгляд на современное значение крепостей,
- Казематы без стен и фундаментов,
- Крепость – долговременно укрепленный лес,
- Лесная броня,
- Не «сверхказематы», не вглубь земли, а облегченные постройки в лесу,

в них о предлагал широко использовать в фортификакционных системах специально посаженные леса — для дополнительной защиты и маскировки.
В середине 1920-х И.О. Белинский занялся разработкой инженерных мероприятий противовоздушной обороны, по этой новой отрасли военно-инженерного дела им были опубликованы статьи:
- Расчет построек, подверженных действию авиабомб — 1926,
- Определение статических нагрузок, эквивалентных удару взрывных газов — 1929.

Уже будучи преподавателем Военно-инженерной академии, И.О. Белинский опубликовал пособие по своему курсу:
- Инженерные средства ПВО промышленных предприятий — 1935

Автор неопубликованных мемуаров «Воспоминания военного инженера».